# Nazariusz (Blinow)
Nazariusz, imię świeckie Nikołaj Michajłowicz Blinow (ur. 12 stycznia?/24 stycznia 1852 w ujeździe sarakulskim, zm. po 1928) – rosyjski biskup prawosławny.

## Życiorys
Pochodził z rodziny szlacheckiej. W 1870 ukończył I gimnazjum klasyczne w Petersburgu. Podjął następnie studia prawnicze na uniwersytecie w tym samym mieście, jednak porzucił je po roku i przeniósł się do Konstantynowskiej Szkoły Wojskowej w Petersburgu. W 1875 ukończył cykl kształcenia w szkole i został wcielony do pułku jegrów lejbgwardii. Brał udział w wojnie rosyjsko-tureckiej w latach 1876–1878 i został odznaczony orderami św. Anny IV stopnia oraz św. Stanisława III stopnia. W latach 1881–1887 był wychowawcą korpusu kadetów w Niżnym Nowogrodzie. W 1887 w stopniu pułkownika złożył dymisję ze służby. W tym samym roku wstąpił jako posłusznik do Ławry Peczerskiej.
W monasterze Nikołaj Blinow pracował w drukarni jako korektor, a następnie zastępca kierownika. Wieczyste śluby mnisze złożył 4 sierpnia 1890 w cerkwi św. Antoniego w Bliższych Pieczarach Ławry Peczerskiej. Dwa lata później został wyświęcony na hierodiakona, zaś w 1893 – na hieromnicha. W monasterze wykonywał obowiązki sekretarza Soboru Ławry i kierownika drukarni. Od 1898 był członkiem Soboru Ławry, zasiadał w komisji odpowiedzialnej za restaurację soboru Zaśnięcia Matki Bożej w kompleksie klasztornym. W 1901 otrzymał godność archimandryty. Od 1903 był eklezjarchą Ławry. W 1909 został przełożonym Monasteru Wydubickiego.
31 stycznia 1910 przyjął chirotonię na biskupa czerkaskiego, wikariusza eparchii kijowskiej. W charakterze konsekratorów w ceremonii wzięli udział metropolici petersburski i ładoski Antoni, kijowski i halicki Flawian, moskiewski i kołomieński Włodzimierz, arcybiskupi wileński i litewski Nikander, jarosławski i rostowski Tichon, warszawski i nadwiślański Mikołaj, pskowski i porchowski Arseniusz, biskupi orenburski Joachim, połtawski Jan, wołogodzki Nikon, kiszyniowski Serafin, chełmski Eulogiusz, homelski Mitrofan, narewski Nikander, czehryński Paweł, mamadyski Andrzej oraz były biskup kowieński Kirion.
Między 1919 a 1921 zarządzał tymczasowo eparchią kijowską po wyjeździe za granicę metropolity kijowskiego Antoniego, do przyjazdu nowego egzarchy Ukrainy metropolity Michała. Jako administrator okazał się człowiekiem pozbawionym inicjatywy i nadmiernie ostrożnym. W 1923 metropolita Michał, zestawiając listę potencjalnych zastępców na wypadek aresztowania, wymienił go na szóstej pozycji. Jeszcze w kwietniu tego samego roku biskup Nazariusz został aresztowany razem z biskupami Dymitrem (Wierbickim) i Bazylim (Bogdaszewskim) oraz z archimandrytą Hermogenem (Gołubiewem) i księżmi Anatolijem Żurakowskim i Wasylem Słowczewskim. Wszyscy zostali uwięzieni z powodu stanowczego zwalczania ruchu Żywej Cerkwi. Biskup został przewieziony z Kijowa do moskiewskiego więzienia na Butyrkach, jednak w sierpniu 1923 został z niego zwolniony. W 1925 otrzymał godność arcybiskupa.
W latach 1925–1928 był ordynariuszem eparchii tobolskiej i tiumeńskiej, łącząc ten urząd w latach 1927–1928 z obowiązkami locum tenens eparchii czelabińskiej. W 1928 odszedł w stan spoczynku z powodu podeszłego wieku i zamieszkał w Monasterze Simonowskim w Moskwie. Jego dalsze losy są nieznane.